# Heather Mitts
Heather Blaine Mitts Feeley, pierw. Heather Blaine Mitts (ur. 9 czerwca 1978 w  Cincinnati) – amerykańska piłkarka. Mitts w college'u grała na University of Florida, a następnie w profesjonalnej lidze WPS w drużynach Philadelphia Charge, Boston Breakers, Philadelphia Independence i Atlanta Beat. 
Jest trzykrotną złotą medalistką olimpijską. Zagrała 4 mecze na Mistrzostwach Świata w piłce nożnej kobiet, na których jej reprezentacja zajęła drugie miejsce.